# Темрява в мені
«Темрява в мені» (англ. Bed Rest, букв. «Постільний режим») — американський трилер жахів 2022 року за сценарієм Лорі Еванс Тейлор. Це її дебютна робота у режисурі.
Фільм вийшов на Tubi 7 грудня 2022 року. Це перший фільм, який придбала компанія Najafi Companies після того, як STX Entertainment відокремилася від ErosSTX.

## Сюжет
Вагітна Джулі Ріверс разом з чоловіком переїжджають до нового будинку. Раніше вона втратила дитину і нова вагітність постійно супроводжується страхом. Лікар прописав їй постільний режим до кінця вагітності. Незадовго після переїзду молодої сім'ї в будинку почалися жахливі події з появою привидів. У таких умовах Джулі, спочатку нудиться, перебуваючи постійно наодинці, а потім страждає та хвилюється від того, що має залишатися наодинці ще в необжитому будинку з привидами, які, можливо, існують лише в її голові. Вона дослухається до кожного звуку та непокоїться за свою ненароджену дитину.

## У ролях
- Мелісса Баррера — Джулі Ріверс
- Гай Бернет — Деніел Ріверс
- Крістен Гарріс — акушера-гінеколога Джулі
- Ерік Атавале — лікар Медоуз
- Еді Інксеттер — Делмі Вокер
- Крістен Савацкі — Меландра Кінсі
- Пол Ессіембре — Дін Віттіер

## Виробництво

### Розробка
27 липня 2015 року Metro-Goldwyn-Mayer придбала трилер Лорі Еванс Тейлор «Темрява в мені» з Карен Розенфелт і Крісом Спарлдінгом, які були залучені до виробництва фільму. 25 жовтня 2021 року STX Entertainment та Project X Entertainment вирішили спільно працювати над виробництвом фільму «Темрява в мені», а Еванс Тейлор дебютувала як режисерка і стала також виконавчим продюсером фільму разом із Джеймсом Вандербільтом, Вільямом Шераком, Полом Нейнштейном та Мелісою Баррерою з Project X.

### Кастинг
Разом з виконанням повноважень виконавчого продюсера Мелісса Баррера зіграла головну роль у фільмі. 10 грудня 2021 року Гай Бернет отримав роль у фільмі.

## Реліз
Bed Rest вийшов на Tubi 7 грудня 2022 року. Раніше повідомлялося, що фільм мав вийти в прокат 15 липня 2022 року.